# Johann Wilhelm Schirmer
Ne doit pas être confondu avec Wilhelm Schirmer.
Johann Wilhelm Schirmer, né à Juliers (département de la Roer) le 7 septembre 1807 et mort à Karlsruhe le 11 septembre 1863, est un peintre paysagiste prussien. Il fut le premier directeur de l'académie des beaux-arts de Karlsruhe.
Il ne doit pas être confondu avec son contemporain le peintre paysagiste Wilhelm Schirmer (1802-1866).

## Biographie
Johann Wilhelm Schirmer étudie d'abord la peinture d'histoire sous la direction de Wilhelm von Schadow à l'Académie des beaux-arts de Düsseldorf. Il subit ensuite l'influence de Carl Friedrich Lessing et de la peinture de paysage et commence à peindre des paysages historiques à la manière de Nicolas Poussin. Il devient l'un des premiers membres de l'École de peinture de Düsseldorf.
Il occupe un poste de professeur assistant à l'académie des beaux-arts de Düsseldorf en 1830, puis de professeur en 1839. Dans l'intervalle, il voyage et peint en Belgique, dans la Forêt-Noire, en Suisse, aux Pays-Bas, en Normandie et en Italie.
En 1854, il est nommé par le prince régent Frédéric Ier de Bade directeur de la toute-nouvelle académie des beaux-arts de Karlsruhe. Il y a eu notamment pour élèves Hans Thoma, Rudolf Epp et Anton von Werner. C'est là qu'il est mort en septembre 1863.

## Œuvres majeures

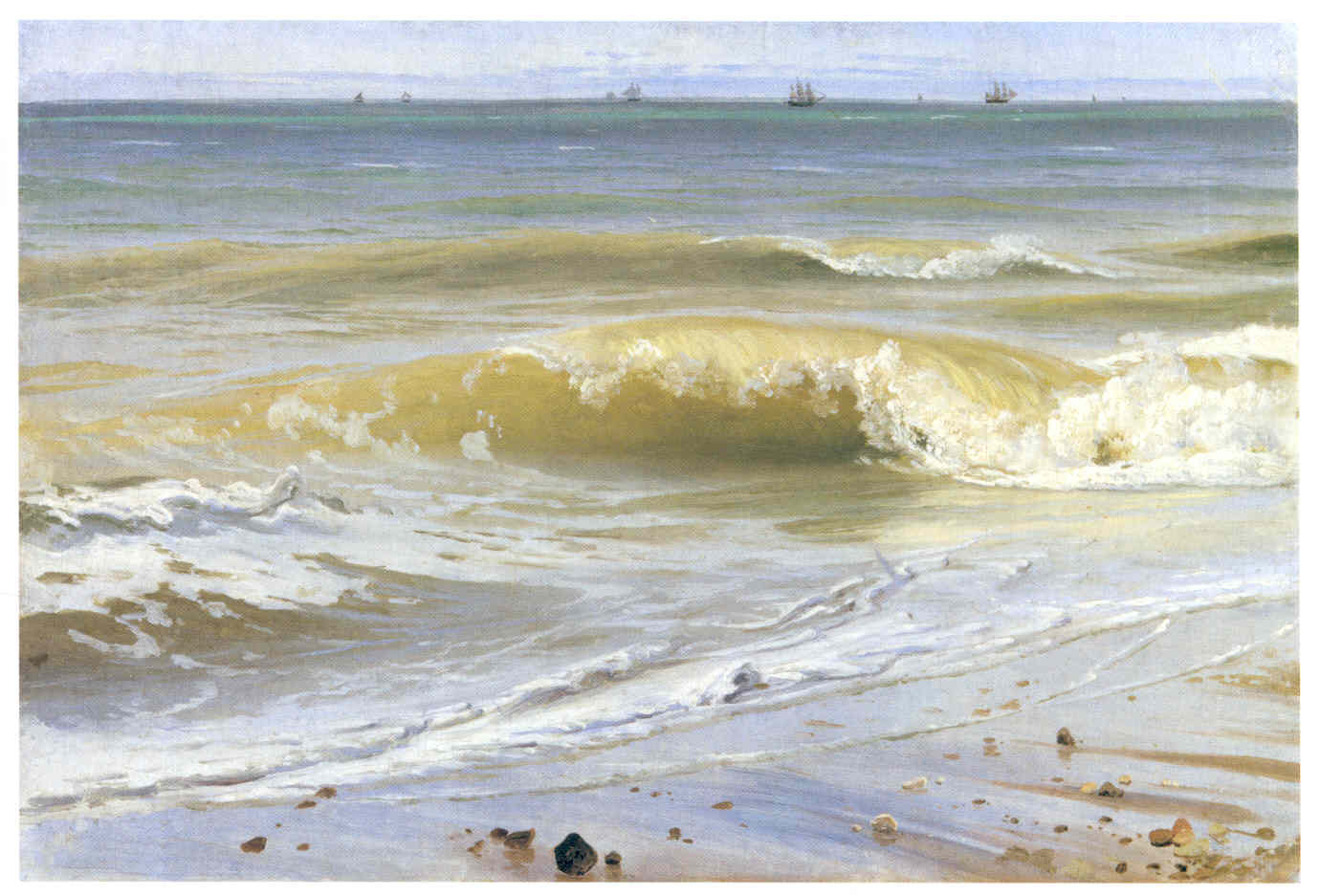
Brisants et bateaux au loin (1836)
Staatliche Kunsthalle Karlsruhe, Karlsruhe.

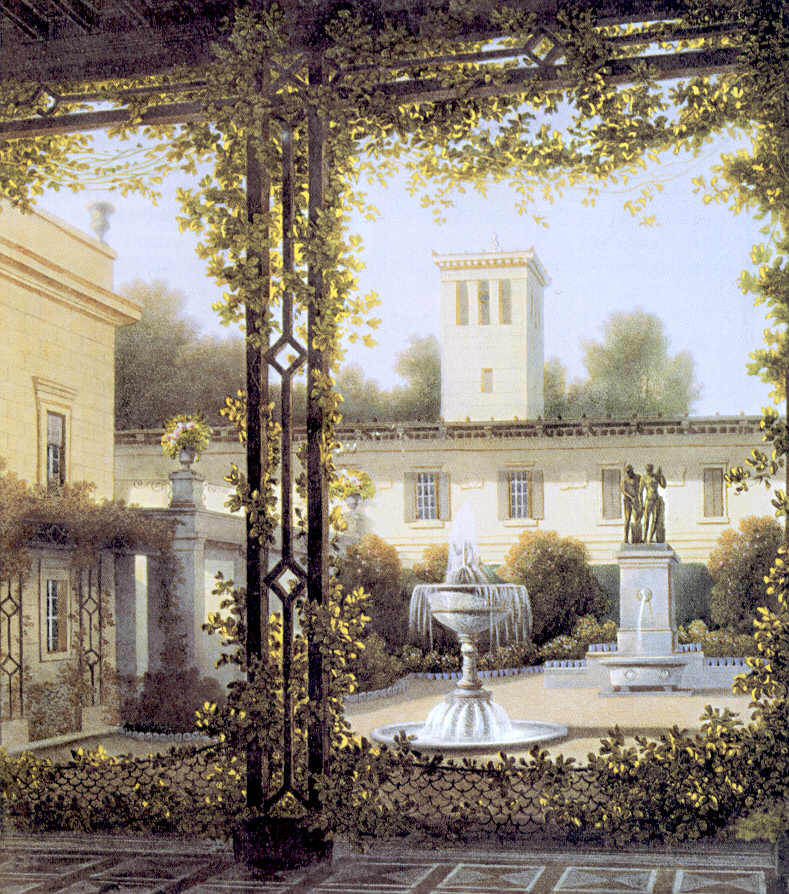
Cour d'un jardin à Glienicke (1837)
Fondation des châteaux et jardins prussiens de Berlin-Brandebourg.

Schirmer a créé des paysages romantiques, classiques et d'inspiration biblique.
- Waldkapelle (1829), Cologne, Wallraf-Richartz Museum
- Grotte der Egeria (1829), Leipzig, Museum der bildenden Künste
- Herbstlandschaft (1838)
- Das Wetterhorn (1838)
- Italienische Landschaft mit Pilgern (paysage d'Italie avec des pèlerins), Académie des beaux-arts de Düsseldorf
- Paysages bibliques : 26 dessins au fusain (1855–56)
- Vier Bilder zur Geschichte des barmherzigen Samariters (quatre images pour l'histoire du Bon Samaritain, 1856–57) Staatliche Kunsthalle Karlsruhe
- Stürmischer Abend (vers 1860), Munich, Neue Pinakothek
- Meeresbrandung mit fernen Schiffen (1836), Staatliche Kunsthalle Karlsruhe
- Heranziehendes Gewitter in der römischen Campagna (1858), Staatliche Kunsthalle Karlsruhe
- 12 Ölgemälde zur Geschichte Abrahams (1859–62), Berlin, Alte Nationalgalerie

## Élèves

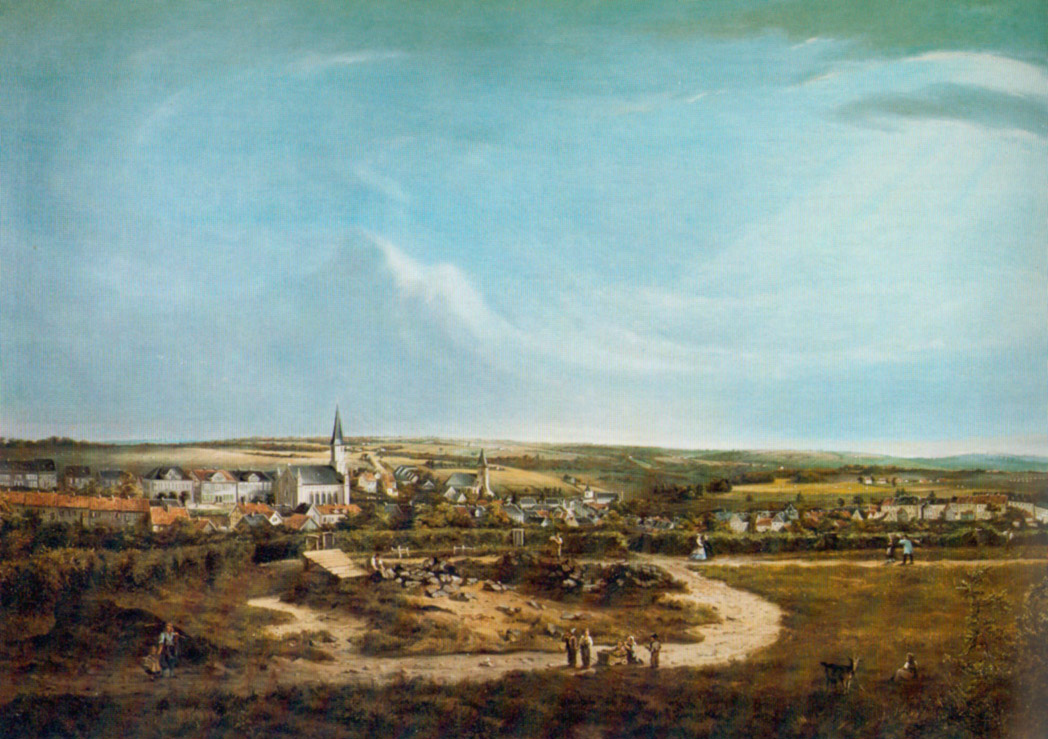
Vue du nord-ouest de Ronsdorf (1856)
Wallraf-Richartz Museum, Cologne.

Certains de ses élèves sont devenus plus célèbres que lui.
Élèves à Düsseldorf :
- Oswald Achenbach
- Jakob Becker
- Arnold Böcklin
- Jakob Fürchtegott Dielmann
- Anselm Feuerbach
- Georg Saal
- August von Wille

Élèves à Karlsruhe :
- Carl Friedrich Deiker
- Rudolf Epp
- Emil Lugo
- Franz Xaver von Riedmüller (de)
- Hans Thoma
- Anton von Werner